# Phyllophilopsis caudata
Phyllophilopsis caudata är en tvåvingeart som först beskrevs av Townsend 1927.  Phyllophilopsis caudata ingår i släktet Phyllophilopsis och familjen parasitflugor. Inga underarter finns listade i Catalogue of Life.